# Середній Фонтан (Одеса)
Середній Фонтан — приморська курортна місцевість на півдні Одеси.

## Походження назви
На Одеському узбережжі з-під понтійних вапняків виходять сильно мінералізовані підґрунтові води, подекуди просто на пляжі, за відсутністю водогону такі джерела були важливою необхідною умовою для існування поселень у степу. У XVIII столітті облаштовані джерела питної води носили назву «фонтал», а пізніше «фонтан».
У південній приморській частині Одеси знаходилось три крупних джерела навколо кожного з них у 1-й половині ХІХ століття були утворені дачні селища, які отримали назви відповідно назвам джерел. Центральне селище отримало назву Середній фонтан.

## Історія
Перша відома згадка про джерело відноситься до 8 вересня 1826 року. Приморські селища із часом розширювались і до кінця ХІХ століття практично злились одно з одним, таким чином селища не мають чітких меж. З кінця ХІХ століття південною межею Великого фонтану був район перетину з вулицею Костанді (11-та станція лінії «Великий Фонтан»), ще далі на південь була розташована місцевість «Нова Швейцарія». Межа на півночі у різних путівіниках вказується зовсім у різних місцях, що було пов'язано з тим, що на північ від Середнього фонтану була розташована місцевість без назви. По цей місцевості проходила дорога до Середнього фонтану і цю територію часто пов'язували з даною дорогою або безпосередньо з самим Фонтаном. У путівнику Е. П. Распопова 1905 року як північна межа Середнього фонтану вказана «7-ма станція лінії на Великий фонтан» (район перетину із сучасною вулицею Балтиморською).
Згідно з картами, із заходу на схід Середній фонтан перетинав потік, який утворив балку. Вона починалася у районі перетину сучасних вулиць Космонавтів та Філатова, далі простягалась уздовж південно-західної межі села Чубаївка, потім у межах Середнього фонтану йшла уздовж Квіткової вулиці, перетинала Фонтанську дорогу, після закінчувалася у районі (10-ї станції). Остання частина балки між морем і Фонтанською дорогою збереглась до наших часів. Саме 10-та станція є центром селища Середній фонтан.
На південь від балки на лінії сучасного Кордонного провулку простягалась частина кордону межі Порто-франко, яка уявляла собою земляний вал військових укріплень.
У 1844—1846 роках був споруджений Воскресінський храм на сучасній вулиці Бернардацці, закінчення будівництва відбувалося під керівництвом архітектора Ф. Й. Моранді. Внутрішнє оздоблення здійснили художники Бертіні Джованні-Батіста и його син Бертіні Джузеппе. У 1909 році відбулася реконструкція під наглядом архітектора В. О. Домбровського. Поряд було розташовано кладовище де був влаштований склеп родини Стурдза.
Основним місцем відпочинку жителів Середнього фонтану був пляж на 10-й станції, де були влаштовані купальні. У 1911 році були споруджений будинок закладу морських ванн, який працював до закінчення радянської влади.
У 1918 році на дачі Новікова перебував архітектор Юрій Мелентійович Дмитренко, який вмер у червні і був похований на місцевому кладовищі 24 червня 1918 року.
З встановленням Радянської влади у селищі був влаштований ряд санаторіїв, з'явилася нова дачна забудова. Воскресінський храм було перебудовано у будівлю санаторію, ліквідовано кладовище. У районі сучасного парку Юнність на 8-й станції була влаштована артилерійська батарея БС-39, яка була задіяна під час Оборони Одеси 1941 року.
У 2-й половині ХХ століття було споруджено нові санаторії, школу-інтернат № 91 для глухих дітей, середню школу № 81, будівлю відділення пошти. На півночі Середнього фонтану замість попередньої дачної забудови було споруджено мікрорайон багатоповерхової забудови.
У 1965 році Вознесенський храм було перетворено у спальний корпус санаторію «Красні зорі». У 1970-х роках на Фонтанській дор., 67а було споруджено двадцятиповерховий будинок із монолітного залізобетону.
У 1980-х роках на Літературній вул., 11 почалося спорудження санаторію «Нафтовик», яке припинилося з початком 1990-х років. Це найбільш значна недобудова Середнього фонтану.
У 1990-х роках більшу частину санаторіїв було зачинено, на їхньому місці з'явилася одно та багатоповерхова забудова. У 1910-х роках із всіх санаторіїв залишився лише санаторій «Червоні зорі». Територія санаторію зменшилася — місце, де стояв храм було віддано УПЦ Московського патріархату. Залишки Вознесенської церкви на території були використані при будівництві православного храму св. Марії Магдаліни.

## Транспортна інфраструктура
До селища був прокладений шлях, якій пізніше став відомий під назвою дороги на Середній фонтан (перша письменна згадка 29.04.1875). 3.10.1984 року вона була перейменована у Середне-Фонтанську вулицю. Частина дороги у межах селищ Середній та Великий фонтани, Нова Швейцарія отримала назву Центральної вулиці, ділянку уздовж неї були пронумеровані. До 1930-х років Центральна вулиця була об'єднана з дорогою на Середній фонтан у єдину дорогу, яка у наш час носить назву Фонтанської дороги. Однак північна частина дороги була відокремлена у Середнефонтанську вулицю.
Також існує пряме сполучення між селом Чубаївка та Середнім фонтаном, які межують у районі 7-ї станції.
У 1881 році була відкрита лінія «Великий фонтан» парового трамваю, яка проходила від Кулікова поля по шляху на Середній Фонтан і центральної вулиці до її кінця.
У 1912 році паровий трамвай на лінії «Великий фонтан» був замінений 18-м номером трамваю. Тоді ж на 9-й станції було споруджено крупну трамвайну підстанцію.
Під час Жовтневої революції після спустошення запасу палива для електростанції і її зупинки маршрут парового трамваю знову був відновлений.
У 1927 році було добудовано лінію зі Старосінної площі до 8-ї станції лінії «Великий фонтан», яку почали споруждувати ще у дорадянські часи. Маршрут використовувався до 1934 року.
У 1928 році по вулиці Каманіна був влаштований трамвайний маршрут № 28а між 8-ю станцією та Аркадією, але вже у 1930 році він був ліквідований.
По Середньому фонтану проходять обидва маршрути маршрутного таксі № 185.

### Станції лінії «Великий Фонтан» по дорозі на Середній фонтан
- 1 станція ВФ — закінчення вул. Канатної. Тут розташовані будівлі обласної адміністрації, академії харчових технологій, аграрного університету (колишня духовна семинарія, 1901—1902 рр.), колишній житловий комплекс РЖК «Водник», колишній міський дитячий притулок (кін. XIX ст.), колишній притулок для священиків (поч. XX ст.), колишній будинок священика Миколаївської Ботанічної церкви (кін. XIX ст.).
- 2 станція ВФ — площа, вихід до пр. Гагаріна, будівлі Імексбанку, пологового будинку № 1, колишні Коганівські дешеві квартири.
- 3 станція ВФ — телебашта ОДТРК, вул. Середньофонтанська, вул. Артилерійська, поруч парк Космонавтів, колишнє Артилерійське училище та житлові будинки Артилерійського училища.
- 4 станція ВФ — іподром, колишній Кадетський корпус із житловими будинками для викладачів, парк Перемоги, колишнє котеджне містечко товариства «Самодопомога» (1910-ті рр.), вул. Академічна (колишня центральна вулиця містечка «Самодопомога»), юридична академія
- 5 станція ВФ — колишнє котеджне містечко товариства «Самодопомога» (1910-ті рр.), початок Адміральського пр., вул. Черняховського, пам'ятник Героям-Льотчикам
- 6 станція ВФ — кінцева зупинка 16-го трамваю, селище Нафто-газового технікуму (1950-ті рр.), колишній військовий інститут ППО (1950-ті рр.) бювет, сквер.
- 7 станція ВФ — вихід на вул. Посмітного, що веде в Аркадію, південна межа селища Нафтогазового технікуму (1950-ті рр.), північна межа Середнього фонтану
- 8 станція ВФ — поруч розташована вул. Курчатова, дача на вул. Літературній (поч. XX ст.), церква св. Марії-Магдалини, павільйон трамвайної зупинки (1910-ті рр.).
- 9 станція ВФ — архітектурно-скульптурна композиція «Викрадення Європи», вихід на вул. Авдієва-Чорноморського, трамвайна підстанція «Аркадійська» (1910-ті рр.), павільйон трамвайної зупинки (1910-ті рр.)
- 10 станція ВФ — колишні Морські ванни (1911 р.), пляж «Чайка»
- 11 станція ВФ — кінцева зупинка 17-го трамваю, південна межа Середнього Фонтану та північна межа місцевості Нова Швейцарія

## Культурна спадщина
Забудову великого кварталу складали прості одноповерхові будинки, лише деякі особняки мали достатньо значні розміри. Однак у селищі існували достатньо великі ділянки, наприклад ділянка Раллі з парком на південь від Літературної вулиці.
З початком радянських часів попередня забудова декілька разів замінювалась і таким чином до нашого часу дійшли тільки поодинокі споруди, які у значній частині не занесені до переліку пам'яток культурного надбання. Основна частина пам'яток у місцевому реєстрі не має охоронних номерів.
Значним є комплекс трамвайної підстанції та дача у стилі швейцарського шале та облицьованим кахлями фасаді на Літературній вулиці. Більш простим є закинутий одноповерховий особняк з високим дахом на вул. Рєпіна, 1.
Серед не занесених до переліку об'єктів виділяються дорадянські: флігель з червоної цегли на Фонтанській дор., 125, двоповерховий будинок на Фонтанській дор., 68, одноповерхові будинки на Фонтанській дор., 97/99 та 135, будівля відділення пошти 1950-х років на Фонтанській дор., 121, будівля піонерського табору Канатного заводу на вул., Рєпіна, 6/2.

### Перелік пам'яток культурної спадщини[6]
- Будинок, у якому у 1961—1980 рр. жив Галай М. З. — почесний громадянин м. Одеси, командир 248-ї стрілецької дивізії, яка звільнила м. Одесу, Фонтанська дор., 62
- Павільйон зупинки трамваю, арх. Мінкус А. Б., 1910 р., Фонтанська дорога (8 ст. В. Фонтану)
- Дача, ців. інж. Ландесман С. А., поч. XX в., Літературна вул., 16 (охоронний номер: 956-Од)
- Воскресенська церква, арх. Моранді Ф. Й., 1840-ві рр. Перебудова, арх. Домбровский В. О., 1909, вул. Красних Зір, 4/7
- Павільйон зупинки трамваю, арх. Мінкус А. Б., 1910 р., Фонтанська дорога (9 ст. В. Фонтану)
- Підстанція трамваю, арх. Мінкус А. Б., 1910 р., Фонтанська дор., 38
- Огорожа дачі, кін. ХІХ ст., Фонтанська дорога, 62 (санаторій «Червоний Жовтень»)
- Особняк, поч. ХХ ст., Рєпіна вул., 1

### Зняті з обліку пам'ятки[7]
- Корпуси будинку відпочинку, 1930-ті рр., Фонтанська дорога, 72. Виключено з переліку у 2007 році. Зруйновані у 2000-х роках, територія забудована особняками
- Арка-в'їзд на дачу, кінець XIX ст., Фонтанська дорога, 91. Виключено з переліку у 2007 році. Знищена або перебудована.
- Морські ванни, 1911 р., Ванний провулок, 12. Виключено з переліку у 2007 році. Знаходяться у напівзруйнованому стані.